# Sarcocornia decussata
Sarcocornia decussata är en amarantväxtart som beskrevs av S. Steffen, Mucina och G. Kadereit. Sarcocornia decussata ingår i släktet Sarcocornia och familjen amarantväxter. Inga underarter finns listade i Catalogue of Life.